# Puerto Varas
Puerto Varas város Chile X. (Los Lagos) régiójában, Llanquihue tartományban. A településnek 2002-ben 32 912 lakosa volt, területe 4065 km², népsűrűsége 8,1 fő/km².
A város a Llanquihue-tó délnyugati partján fekszik.

## Képek

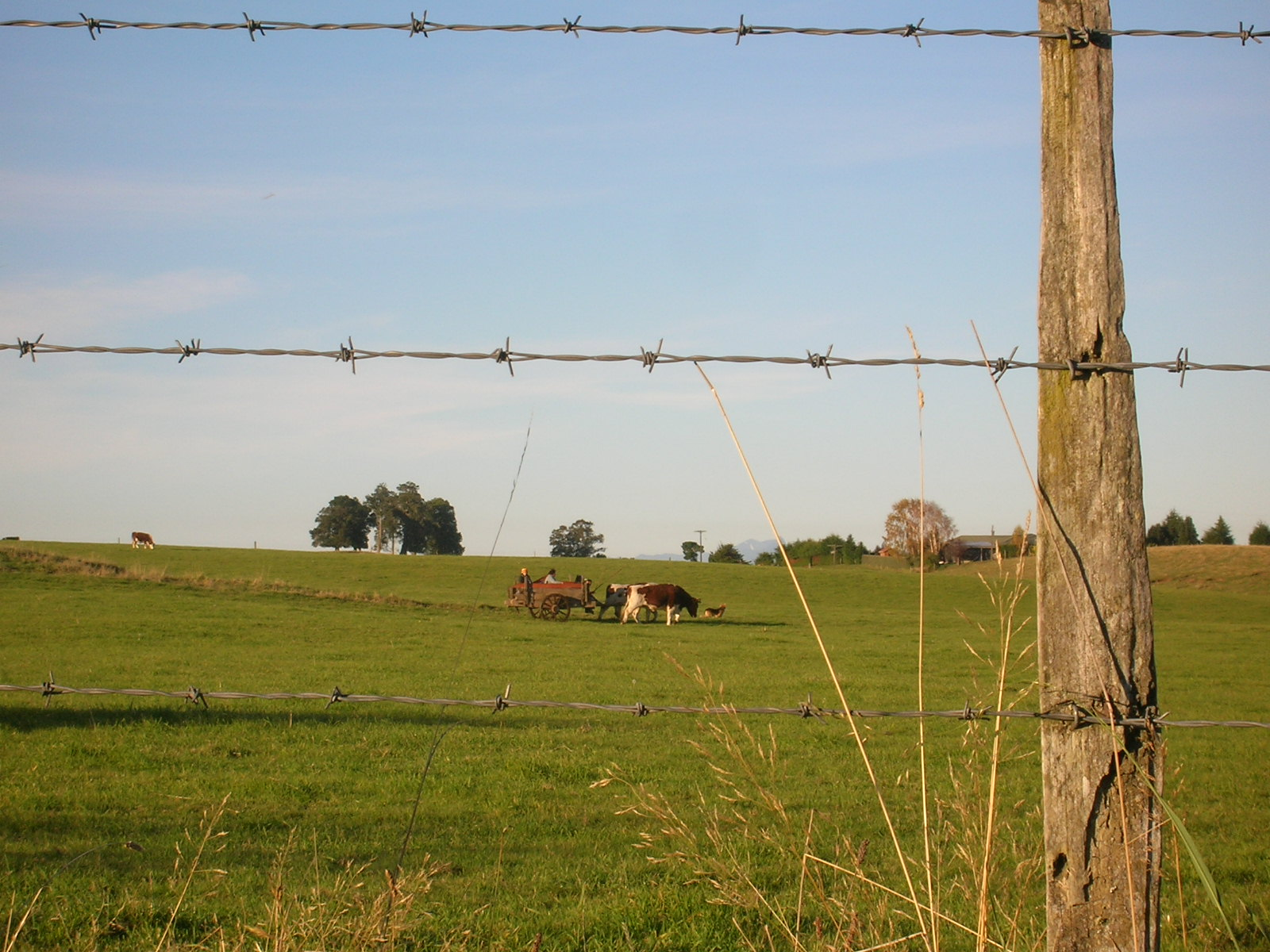
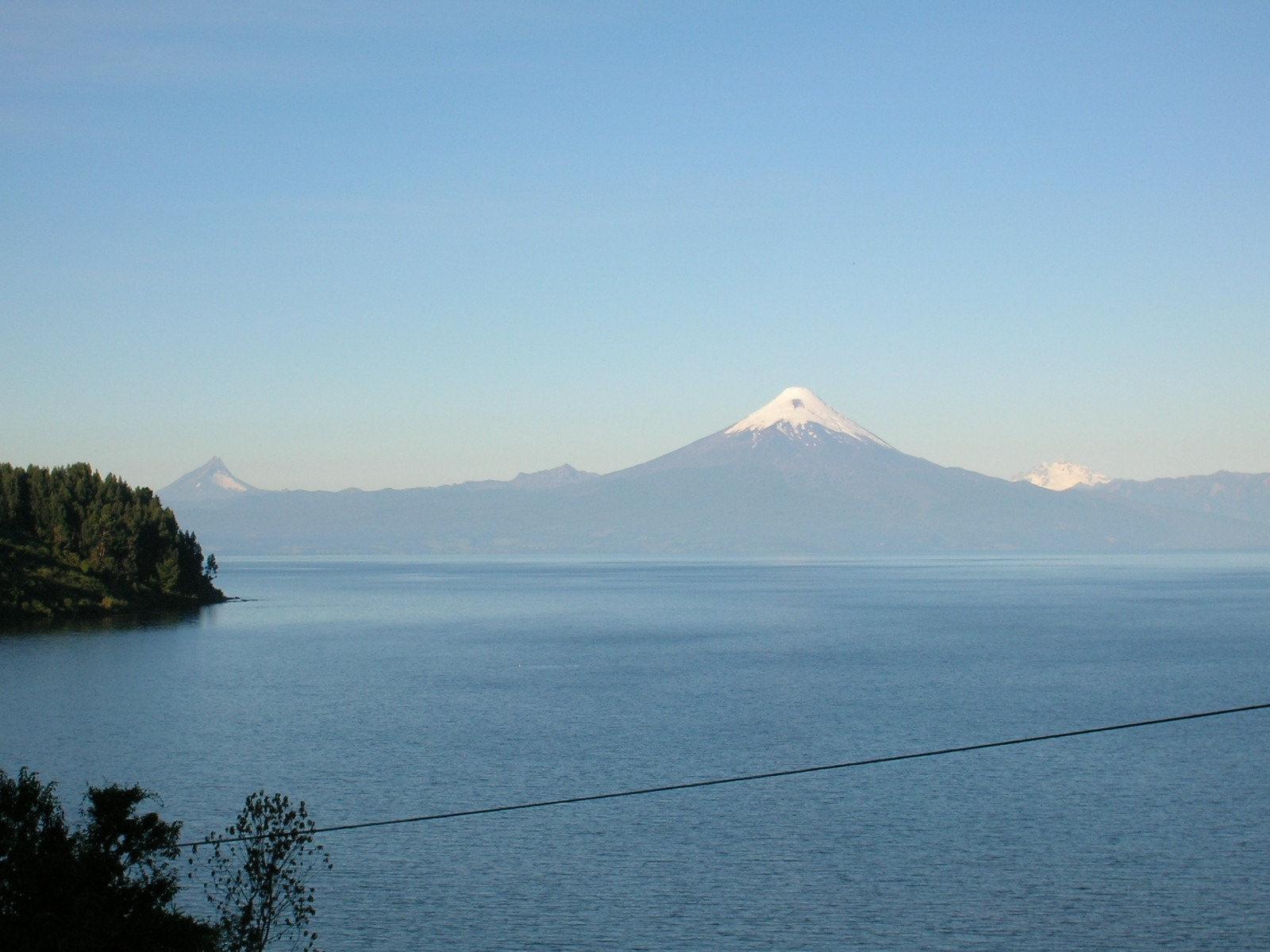
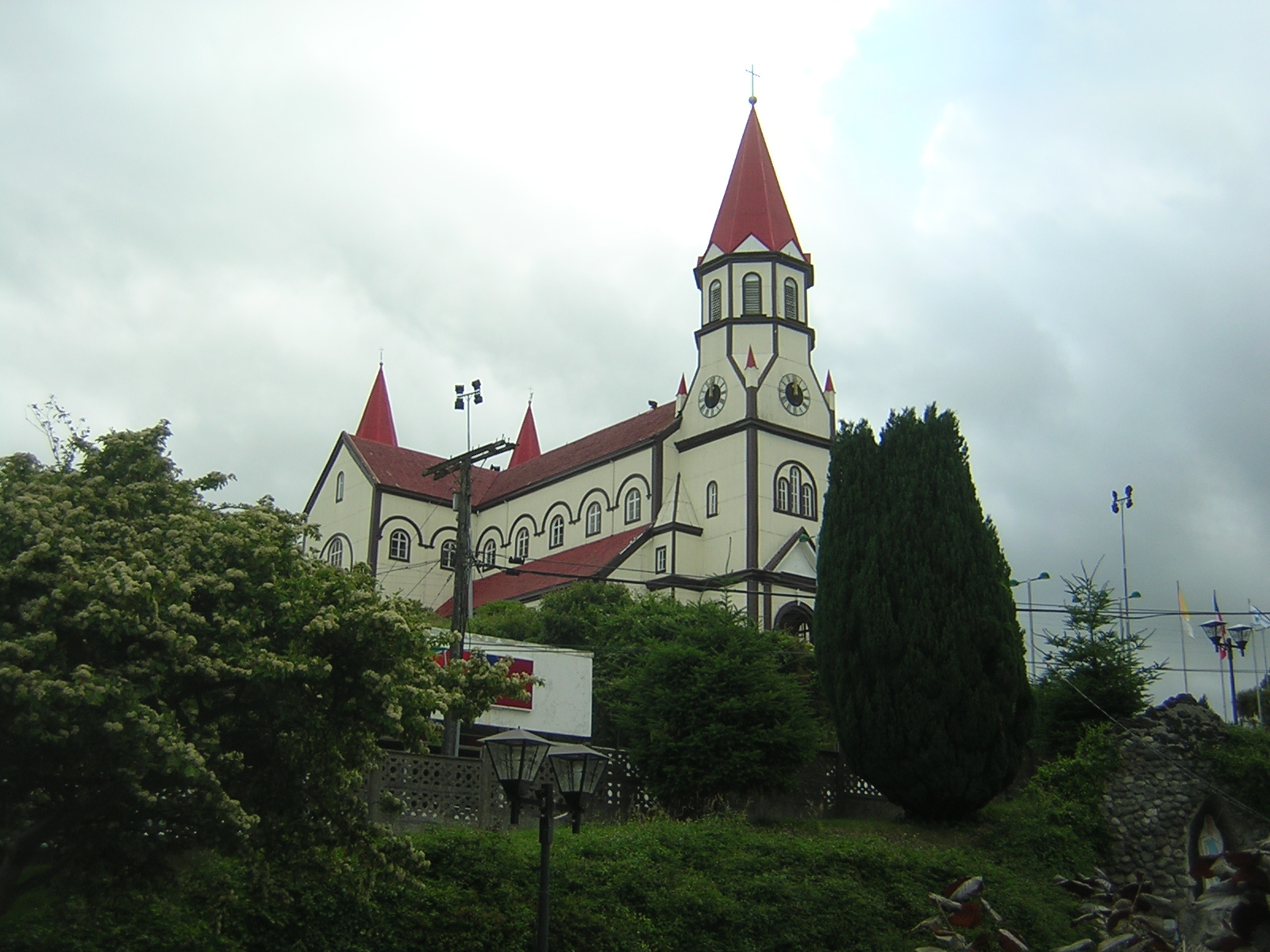
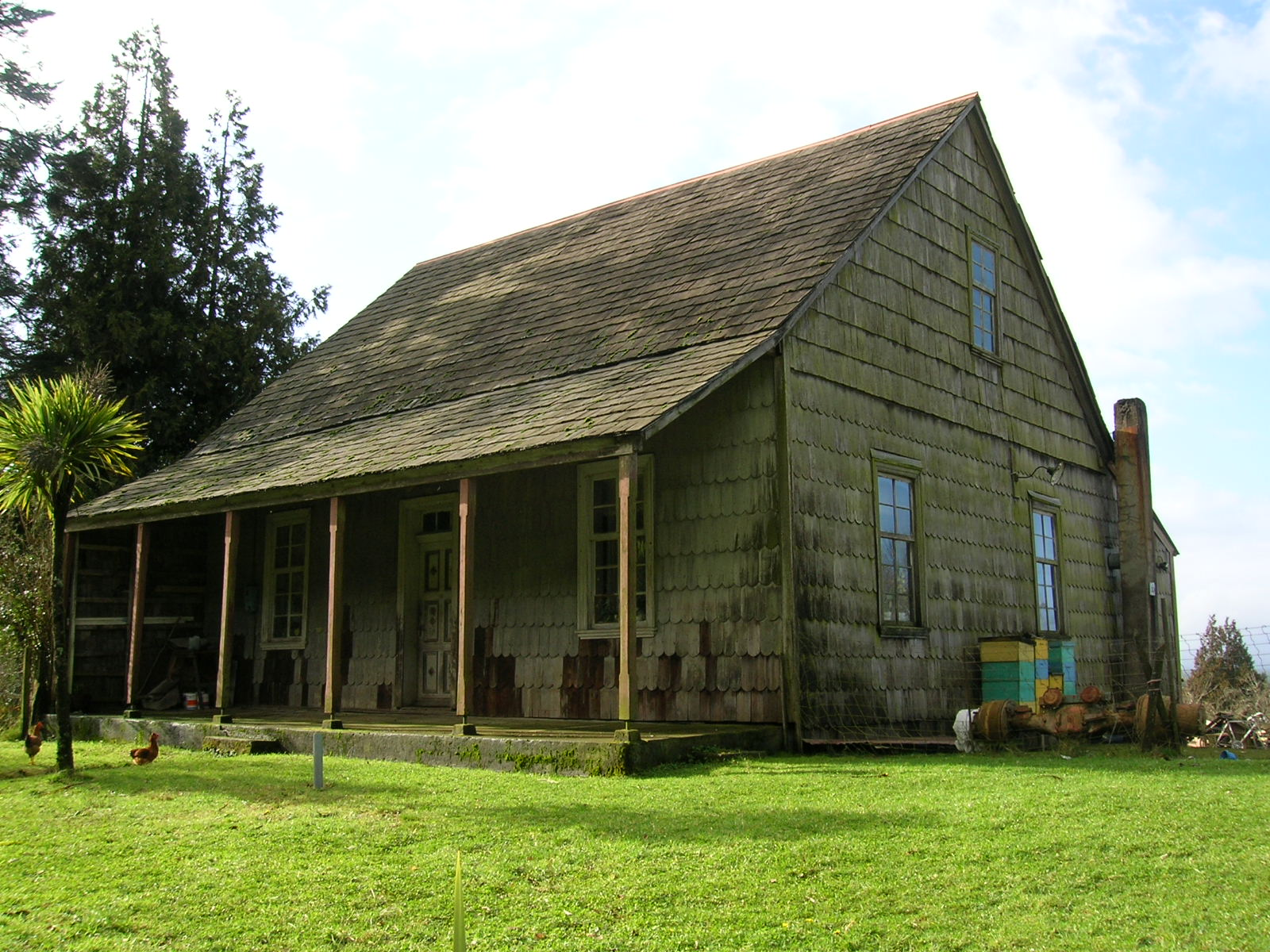